# 뤼환춘

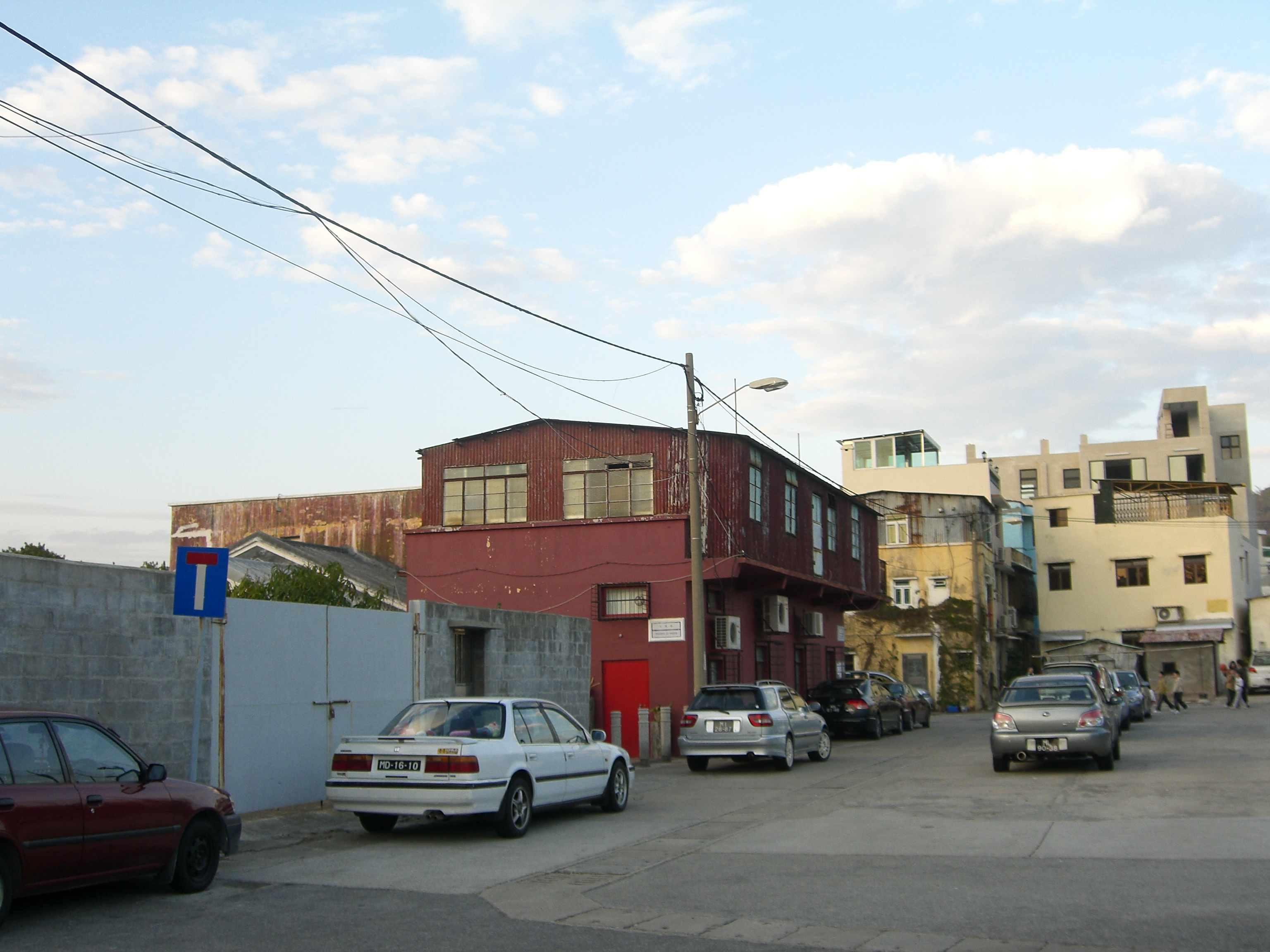
뤼환춘의 모습

뤼환춘(포르투갈어: Vila de Coloane 빌라드콜로아느[*], 중국어 간체자: 路环村, 정체자: 路環村, 병음: Lùhuán Cūn, 한국어: 노환촌)은 마카오 콜로아느섬의 서남쪽에 위치한 작은 어촌 마을이다.

## 건축물

### 공공시설
- 콜로아느 시가지
- 마카오 감옥
- 마카오 보안부대 대학교
- 콜로아느 부두
- 마카오 청소년 은매회 - 은매 양성 기지
- 콜로아느 도서관

#### 교회
- 성 프란치스코 하비에르 교회

#### 사원
- 삼성궁
- 틴하우 사원
- 탐쿵 사원
- 관음고묘

#### 제빵점
- 로드 스토스 베이커리